# Гуляєва Анна Валеріївна
Анна Вале́ріївна Гуля́єва (нар. 19 жовтня 1991, Харків) — українська кіноакторка.

## Життєпис
Народилася у Магадані, але коли їй було 7 років — вся сім'я переїхала до України (мешкала з батьками в селі Яреськи, Шишацького району, Полтавської області). Середню освіту отримала в Шишацький обласній гімназії-інтернат для обдарованих дітей. Будучи школяркою закінчила музичну школу за класом «фортепіано».
Після закінчення 11-ти класів у 2008 році вступила до Харківської державної академії культури, яку закінчила за фахом «акторська майстерність». Крім цього, протягом 5 років займалась народною та сучасною хореографією.. З 2012 до 2013 року навчалась у Київському національному університеті театру, кіно і телебачення імені Івана Карпенка-Карого. Окрім вищезгаданого Анна є інструктором з фехтування, вільного рукопашного бою та стрільбі з лука.

## Фільмографія
- 2025 — АТП Перевізники
- 2021 — «Дитячий охоронець» — Лада
- 2021 — «Прибулець» — стриптизерка
- 2020 — «Дзвонар-2» — Ірина
- 2020 — «Ти тільки мій»
- 2019 — «Медфак» — Таня
- 2019 — «Швабра» — Ірина, стриптизерка
- 2019 — «Серце матері»
- 2019 — «Сонячний листопад» — Лариса
- 2017—2018 — «Дефективи» — Таня (2 сезон)
- 2018 — «Сюзанна та людина» — Restaurant Patron
- 2018 — «Контакт»
- 2018 — «Подорож до центру душі»
- 2017 — «Жіночий лікар-3» — Діана Денисенко, пацієнтка
- 2016 — «Чунгул» — Олеся
- 2016 — «Черговий лікар»
- 2016 — «Агенти справедливості»
- 2015 — «Володимирська, 15»
- 2015 — «Відділ 44»
- 2012 — «Крик в тиші» — Інга
- 2008 — «Ливарний, 4» — адміністратор

## Родина
Одружена з українським актором Владиславом Никитюком. Вони тривалий час зустрічалися. Про одруження стало відомо у квітні 2024 року.